# Polecenie zapłaty
Polecenie zapłaty – oznacza usługę płatniczą polegającą na obciążeniu rachunku płatniczego płatnika, w przypadku gdy transakcja płatnicza została zainicjowana przez odbiorcę na podstawie zgody udzielonej przez płatnika na rzecz odbiorcy, dostawcy usług płatniczych odbiorcy lub dostawcy usług płatniczych samego płatnika.
Podstawą prawną polecenia zapłaty jest ustawa o usługach płatniczych, ustawa prawo bankowe oraz porozumienie międzybankowe w sprawie stosowania polecenia zapłaty z dnia 1 czerwca 1998 r. wraz z późniejszymi zmianami.
Na mocy aneksu nr 8 do Porozumienia z dniem 1 czerwca 2019 zgoda pozyskana przez wierzyciela nie musi być rejestrowana w banku płatnika celem realizacji polecenia zapłaty. Odbiorca jest zobowiązany posiadać ważną zgodę, w szczególności jest zobowiązany potwierdzić prawo dłużnika do dysponowania rachunkiem wskazanym na zgodzie.
Przeprowadzanie rozliczeń w tej formie wymaga, aby zarówno płatnik, jak i odbiorca posiadali rachunki w bankach, które zawarły porozumienie o stosowaniu polecenia zapłaty, a płatnik wyraził zgodę na obciążanie jego rachunku w tej formie. Zgodę tę może w każdym czasie wycofać. W przeciwieństwie do polecenia przelewu stroną inicjującą jest odbiorca. Uznanie rachunku odbiorcy następuje po uzyskaniu środków przez jego bank od banku płatnika, wystarczających do pokrycia dyspozycji.
Ograniczenia wynikające z uregulowań prawnych:
- rozliczane mogą być jedynie płatności w złotych polskich,
- płatnik może odwołać zrealizowaną transakcję polecenia zapłaty:
  - w ciągu 56 dni kalendarzowych w przypadku, gdy dłużnikiem jest osoba fizyczna nie wykonująca działalności gospodarczej;
  - w ciągu 5 dni roboczych – w przypadku pozostałych podmiotów;
- płatnik może czasowo zablokować (a w późniejszym czasie przywrócić) realizację poleceń zapłaty dla określonego odbiorcy bez wycofywania zgody.